# Universalierealism
Universalierealism, även benämnd begreppsrealism, är en metafysisk ståndpunkt i diskussionen om egenskaper. Till skillnad från olika nominalistiska riktningar hävdar universalierealismen att egenskaper existerar i verkligheten. De existerar som abstrakta repeterbara entiteter och kallas abstrakta egenskaper, universalier. Även relationer (och även också sorter och arter) ses som universalier på grund av att de är repeterbara och universella till sitt väsen.
Det som enligt universalierealismen alltså gör att två objekt ser likadana ut är att de instansierar eller exemplifierar samma universalie. Att två äpplen är gröna innebär således, att de båda har del i universalien "grönhet".
Man brukar skilja på platonsk och aristotelisk realism. Den platonska går ut på att alla universalier existerar i en, från oss åtskild, abstrakt värld. Här återfinns också icke-exemplifierade universalier. Den aristoteliska varianten hävdar dock, att universalierna befinner sig i de konkreta tingen, och att icke-exemplifierade universalier inte existerar.
En modern förespråkare för universalierealismen är David Armstrong.